# Edward I da Misquitia
Edward I (1721–1755) foi rei da Nação Misquita, de cerca de 1729 até 1755. Ele era o filho mais velho de Jeremy II.
Em 1740 estourou a “Guerra da Orelha de Jenkins” entre a Espanha e a Grã-Bretanha, que tinha o desejo de dominar a Mosquitia de forma efetiva. Para esse fim, o governador Trelawny da Jamaica criou um cargo de “Superintendente da Costa do Mosquito” e o confiou a Robert Hodgson como primeiro titular. Hodgson chegou em 1740 e se encontrou com Edward e o governador John Briton, os outros oficiais estavam doentes (Almirante Dilly) ou muito longe (General Hobby).

Conforme o relatório de Hodgson; 
“Passei a informá-los que, como há muito se reconheciam súditos da Grã-Bretanha, o governador da Jamaica havia me enviado para tomar posse de seu país em nome de Sua Majestade; depois perguntei se eles tinham algo a objetar. Não tinha nada a dizer contra isso, mas fiquei muito feliz por ter vindo para esse propósito. Então imediatamente estabeleci o padrão e, reduzindo a soma do que eu havia dito em artigos, perguntei a eles, tanto em conjunto quanto separadamente, se eles aprovaram e iriam acatá-los. Eles declararam unanimemente que o fariam.” 
“Tomar posse do país” não resultou em nenhuma mudança efetiva na soberania, e Hodgson logo descobriu que não poderia conduzir operações militares sem respeitar os alinhamentos políticos de Miskitu. Além disso, Hodgson teve que dar presentes que equivaliam a uma espécie de homenagem aos Miskitu. Hodgson residia em Black River, uma estação mais ou menos no extremo noroeste do reino, onde os ingleses se estabeleceram desde a década de 1730.
Conforme o relatório de Hodgson, arquivado em 1740, o reino era governado por três chefes ou “guardas”. Estes incluíam o governador britânico ao sul do domínio do rei, controlando as terras de miskitu puro; as terras do próprio rei em torno de Sandy Bay; e o general Hobby, que controlava os Zambos ou afro-miskitu ao norte e oeste. Cada um desses governantes ocupava uma posição hereditária.